# Wega

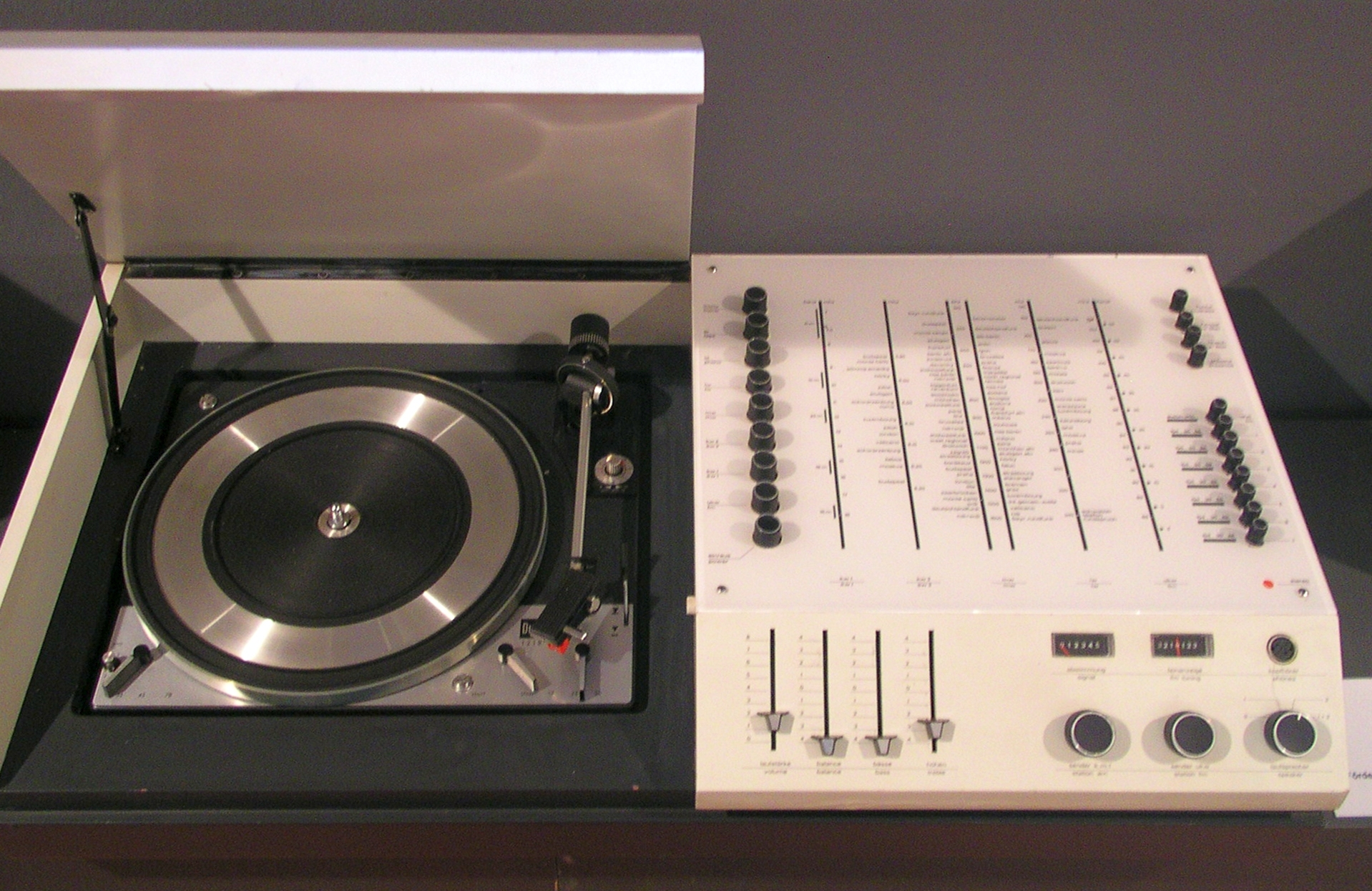
WEGA Studio 3214 Hifi skivspelande radio från 1972.

Wega, var en tysk radio- och TV-tillverkare som köptes upp av Sony 1975.
Wega lät Frog design designa sina TV-apparater år 1969 vilket var designbyråns genombrott.